# Músculo accesorio
El término músculo accesorio se refiere a una duplicación anatómica relativamente rara de un músculo que puede aparecer en cualquier parte del sistema muscular. El tratamiento no está indicado a menos que el músculo accesorio interfiera con la función normal.   Los ejemplos son el músculo sóleo accesorio y extensor digitorum brevis manus.
El término también puede referirse a un músculo que no es el principal responsable del movimiento, pero sí proporciona asistencia. Los ejemplos de dichos músculos son los músculos accesorios de la inspiración, donde el esternocleidomastoideo y los músculos escalenos (anterior, medio y escaleno posterior) suelen considerarse músculos accesorios de la respiración.